# Matelea nigrescens
Matelea nigrescens är en oleanderväxtart som först beskrevs av Schlechtend., och fick sitt nu gällande namn av R. E. Woodson. Matelea nigrescens ingår i släktet Matelea och familjen oleanderväxter. Inga underarter finns listade i Catalogue of Life.